# Turbomeca TM 333
Le Turbomeca TM 333 est un turbomoteur conçu pour propulser des hélicoptères de 5 à 6 tonnes. Produit à 250 exemplaires, il a trouvé sa première utilisation commerciale dans l'hélicoptère indien Dhruv.

## Versions
- TM 333 2B2 (pour applications multi-moteurs) : Avant 2007, les Dhruvs employaient deux moteurs TM 333 2B2 pour leur propulsion, chacun développant une puissance de 1 121,7 ch (825 kW) au décollage, avec un potentiel d'évolution allant jusqu'à 1 223,66 ch (900 kW) pour les versions suivantes. Le TM 333 2B2 était le moteur initial de production du Dhruv, mais il a été remplacé depuis 2007 par le plus moderne Shakti, un moteur développé conjointement par turbomeca et le constructeur indien Hindustan Aeronautics Limited ;
- TM 333 2M2 (pour applications monomoteurs) : Une autre version, le TM 333 2M2, est en cours de développement avec une puissance diminuée pour être installée sur le Cheetak, la version améliorée du Cheetah, et le Chetan, la version améliorée du Chetak (l’Alouette III indienne).

## Applications
- HAL Dhruv
- HAL Cheetah
- HAL Chetak